# Boris Gregorka
Boris Gregorka   (Brežice, 2 d'agost de 1906 - Ljubljana, 19 de març de 2001) va ser un gimnasta artístic eslovè que va competir sota bandera iugoslava durant les dècades de 1920 i 1930.
Des de petit va ser un membre actiu del moviment esportiu sokol. El 1928 va prendre part en els Jocs Olímpics d'Estiu d'Amsterdam, on disputà les set proves del programa de gimnàstica. Guanyà la medalla de bronze en la competició del concurs complet per equips, mentre en les altres sis proves finalitzà més enllà de la trentena posició. El 1936, a Berlín, tornà a disputar les set proves del programa de gimnàstica, en què destaca la sisena posició en el concurs complet per equips.
En el seu palmarès també destaquen dues medalles de bronze al Campionat del món de gimnàstica artística, el 1930 i el 1938.
A més de la gimnàstica, Gregorka també va destacar en altres esports. Fou diverses vegades campió nacional de salt amb perxa, esport en què va batre tres rècords nacionals. A l'hivern practicava patinatge sobre gel, esquí alpí, esquí de fons i salt amb esquís.
Una vegada retirat va exercir d'entrenador, entre d'altres del doble medallista d'or olímpic Miroslav Cerar.